# Кремлинг (Колорадо)
Кремлинг (енгл. Kremmling) град је у америчкој савезној држави Колорадо.

## Демографија
По попису из 2010. године број становника је 1.444, што је 134 (-8,5%) становника мање него 2000. године.
| Група             | 2000.         | 2010.         |
| Белци             | 1.410 (89,4%) | 1.233 (85,4%) |
| Афроамериканци    | 1 (0,1%)      | 4 (0,3%)      |
| Азијати           | 4 (0,3%)      | 5 (0,3%)      |
| Хиспаноамериканци | 135 (8,6%)    | 172 (11,9%)   |
| Укупно            | 1.578         | 1.444         |